# Ithier II de Toucy
Pour l’article homonyme, voir Ithier de Toucy.
Ithier II de Toucy ou Itier II de Toucy (né vers 1060 - † vers 1100) est seigneur de Toucy à la fin du XIe siècle. Il est le fils d'Ithier Ier de Toucy, seigneur de Toucy, et de son épouse Élisabeth.

## Biographie
Vers 1098, il fonde avec ses frères Hugues Ier de Toucy et Narjot Ier de Toucy l'abbaye de Crisenon,.
Puis dans une charte d'avant 1100, il reconnaît son frère puîné Hugues comme successeur avant de partir en Terre Sainte lors de la première croisade, où il trouve la mort.
Son nom et ses armes figurent dans la cinquième des salles des Croisades du château de Versailles.

## Mariage et enfants
Ithier II de Toucy n'a pas contracté d'union ni eut de postérité connue.

## Source
- Ernest Petit, Histoire des ducs de Bourgogne de la race capétienne, 1889.